# 宛平縣
參數所指定的目標頁面不存在，建議更正成存在頁面或直接建立下列一個頁面（建立前請先搜尋是否有合適的存在頁面可以取代）：
- 宛平县 (福建省)

宛平縣是一個曾經存在於北京地區的县。

## 歷史
唐朝當地被稱作幽都縣，五代后晋时，地入契丹。辽朝开泰元年（1012年），改為宛平縣。乾隆殿本考證：按《清類天文分野之書》，唐建中元年，朱滔立燕都縣，石晉割地賄遼，遼改幽都縣，統和二十二年1002年改宛平。
明朝永乐元年（1403年）以后至1928年，宛平县、大兴县为北京（顺天府）的城区与近郊区的附郭县，各占半个北京城。宛平县辖域为北京城中轴线以西至西郊部分。宛平县公署所在地明属积庆坊、清属正黄旗，即今西城区地安门西大街东官房中国妇联干部学院处。
宛平县知县秩正六品。所属县丞一人，秩正七品。万历十八年（1590年），沈榜任宛平县知县，编纂了《宛署杂记》，详细记述了政治、经济、人文、社会等第一手资料。
1928年，废京兆地方，设置北平市，宛平县改隶属河北省，辖北平西郊。1929年，县署由市内迁至卢沟桥拱极城，即宛平县城。1937年抗日战争爆发后，县治迁往长辛店。
1947年，中華民國內政部编撰的《中華民國行政區域簡表》中，宛平县县域面积约为2217.56平方公里，人口269109人，县治设于卢沟桥:112。
中华人民共和国建国初期仍隶属河北省，县署移于大台村。1952年7月轄區劃歸北京市，全境及房山县、良乡县部分区域与北京市第十六区合并为京西矿区（1958年更名为门头沟区），縣建制撤銷。